# Strada statale 506 della Valle d'Ayas
La ex strada statale 506 della Valle d'Ayas (SS 506), ora strada regionale 45 della Valle d'Ayas (SR 45) (in francese, Route régionale 45 du val d'Ayas (RR 45)), è una strada regionale italiana che si sviluppa in Valle d'Aosta.

## Percorso
Ha origine nel centro abitato di Verrès, dalla strada statale 26 della Valle d'Aosta. La strada prosegue quindi verso nord, percorrendo la val d'Ayas, attraversando i comuni di Challand-Saint-Victor, Challand-Saint-Anselme e Brusson.
Il percorso raggiunge infine il comune sparso di Ayas dove, dopo aver attraversato alcune frazioni, termina nei pressi di Saint-Jacques.
In seguito al decreto legislativo 22 aprile 1994 n. 320, dal 1994, la gestione è passata dall'ANAS alla Regione Valle d'Aosta, che l'ha classificata come strada regionale con la denominazione di strada regionale 45 della Valle d'Ayas (SR 45); (in francese, Route régionale 45 du val d'Ayas (RR 45)).
Con decreto ministeriale, la strada viene declassata definitivamente a strada regionale.